# Барби (род)
Барби (нем. Barby) — немецкий графский род. Владели одноимённым замком, городом и графством в курфюршестве Саксония. Помимо графов Барби, существует не связанная с ними одноимённая дворянская семья.

## История
Отделение от династии Арнштейнов произошло в XIII веке: Альбрехт I (р. ок. 1177 — ум. до 1259) стал властителем гарфства Арнштейн, его братья Гебхард фон Арнштейн (р. до 1177/78 — ум. 1256) и Вальтер IV (р. ок. 1180 — ум. до 1259) стали основателями династий Линдов-Руппин и Барби (Вальтер впервые упоминается в качестве графа в 1226 году).
В 1497 году Барби стало имперским графством, на заседаниях рейхстага графы именовали себя графами Барби и Мюлингена и входили в Нижнесаксонский округ. В 1540 году графы приняли реформацию.
Последним представителем династии был Август Людвиг фон Барби (р. 5 августа 1639 г. — ум. 17 октября 1659 г.). С его гибелью графство перешло во власть герцога Саксен-Вейсенфельса Августа, со смертью его наследников в 1739 году Барби окончательно вошло в состав курфюршества Саксония.

## Герб
Финальная версия герба представляла собою квадратный щит с двумя орлами и розами. Птица отсылает к линии графов Арнштейнов, использовалась в гербах графов Мансфельдов и Мюлингенов и посёлков Гросмюлинген и Клайнмюлинген